# Марено ди Пиаве
Марѐно ди Пиа̀ве (на италиански: Mareno di Piave; на венециански: Maren de Piave, Марен де Пиаве) е град и община в Северна Италия, провинция Тревизо, регион Венето. Разположен е на 36 m надморска височина. Населението на общината е 9761 души (към 2014 г.).